# Tour de Tochigi
Le Tour de Tochigi est une course cycliste par étapes japonaise créée en 2017. Elle se dispute dans la préfecture de Tochigi et fait partie de l'UCI Asia Tour en catégorie 2.2.
L'édition 2020 est annulée  en raison de la pandémie de coronavirus.

## Palmarès
| Année | Vainqueur        | Deuxième         | Troisième        |                  |
| ----- | ---------------- | ---------------- | ---------------- | ---------------- |
| 2017  | Ben Hill         | Jai Crawford     | Yuzuru Suzuki    |                  |
| 2018  | Michael Potter   | Raymond Kreder   | Nariyuki Masuda  |                  |
| 2019  | Raymond Kreder   | Orluis Aular     | Benjamin Dyball  |                  |
| 2020  | annulé/abandonné | annulé/abandonné | annulé/abandonné | annulé/abandonné |